# Rudka (rejon kamieński)
Rudka (ukr. Рудка) – wieś na Ukrainie, w obwodzie wołyńskim, w rejonie kamieńskim.
Do 2020 w rejonie lubieszowskim. 